# Sentry (astronomia)
Sentry è un programma informatico sviluppato gestito dal JPL per analizzare in modo automatico i cataloghi astronomici alla ricerca di oggetti che possano entrare in collisione con la Terra. Il programma analizza i cataloghi alla ricerca di eventuali collisioni nell'arco di 100 anni. Ogni volta che il programma individua una possibile collisione pubblica automaticamente i risultati sul sito del progettoArchiviato il 25 novembre 2013 in Internet Archive.